# 萵苣纈草
萵苣纈草（学名：Valerianella locusta），又名野苣、羊萵苣，是敗醬科新缬草属的一种双子叶一年生或二年生植物，原产於欧洲、北非及西亞。

## 特征

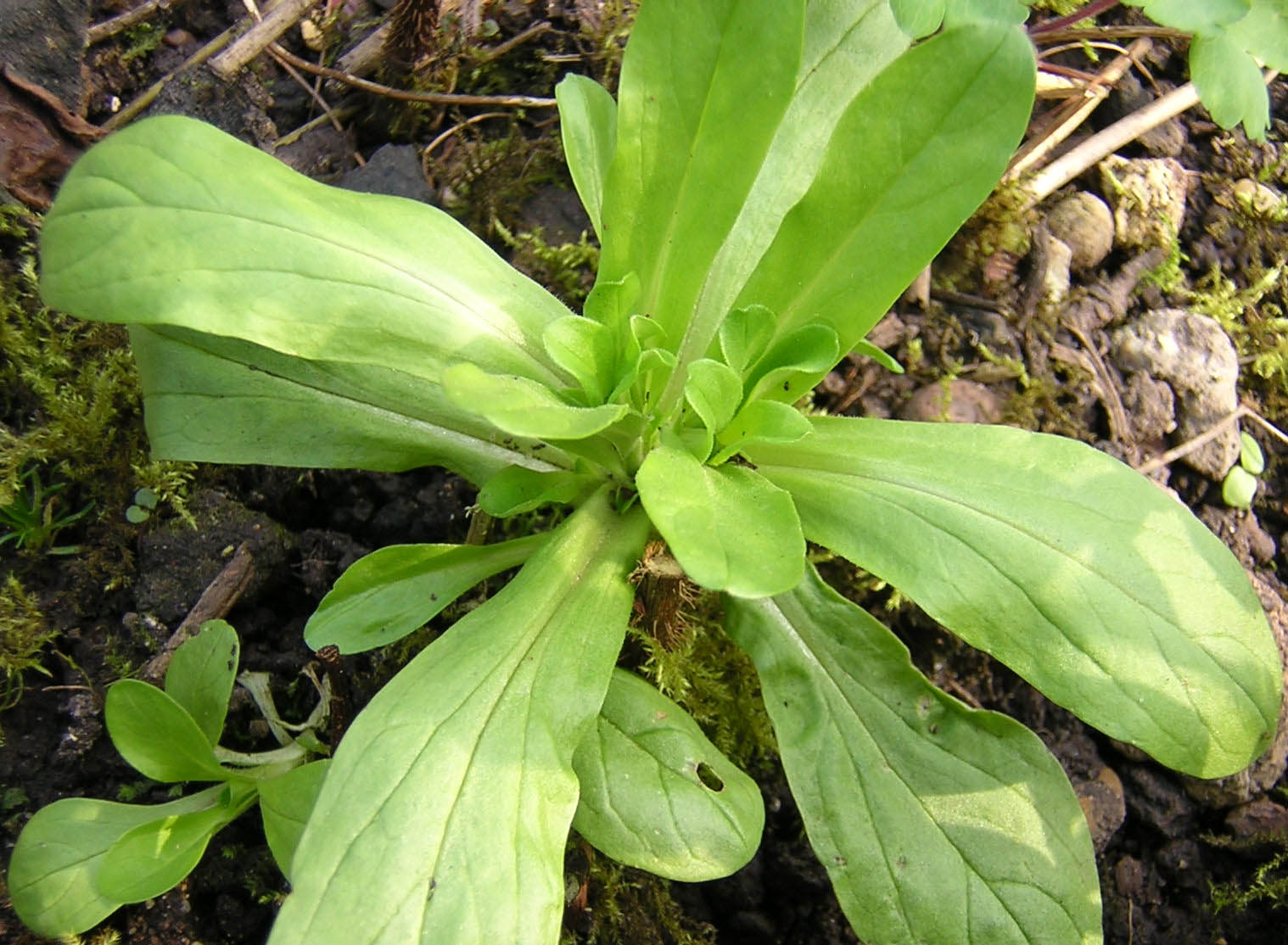
春季可食用的嫩叶

萵苣纈草的叶为靠近地的基生莲座叶丛，叶为匙形，长达15.2厘米。其耐寒性很好，被列入USDA耐寒性第5类，在温带地区作为冬季绿色蔬菜种植。當氣溫變熱時，會抽苔結子。
萵苣纈草生长在欧洲部分地区，非洲北部，亚洲西部。在欧洲和亚洲，萵苣纈草是一种耕地和闲置地上常见的野草。在北美洲，它们已经逸生到野外，在东部和西部沿海都已成为归化植物。

## 历史
萵苣纈草最初由欧洲的农夫拿來做為動物的飼料，
後来由路易十四的皇家园艺师让-巴蒂斯·德·拉·昆提涅（Jean-Baptiste de La Quintinie）推广到全世界。

## 营养
萵苣纈草与很多绿叶蔬菜一样，含有丰富的营养，其维生素C是生菜的3倍，还含有β-胡萝卜素、吡哆醇、叶酸、维生素E以及ω-3脂肪酸。花期之前采摘的萵苣纈草品质最佳。